# Козина, Шандор
Шандор Козина (венг. Kozina Sándor; 13 марта 1808[…], Felsőság, Ваш — 6 сентября 1873, Оберпуллендорф, Бургенланд) — венгерский художник, работавший в России, представитель Россики.

## Биография
Родился в 1808 году в небольшом городке на западе Венгрии, в то время входившей в состав Австрийской империи. Учился живописи сперва в Пеште, а затем в Вене (1826) и Париже, после чего несколько лет прожил в Италии (1829–1834). В середине 1830-х вернулся в Венгрию, где быстро стал известен, как портретист. В дальнейшем много путешествовал по Европе, расширяя круг своих заказчиков. Работал в России, Франции, Великобритании.
Окончательно вернулся в Венгрию в 1857 году.
Скончался в 1873 году на своей малой родине.
Работы Шандора Козины хранятся в собраниях Венгерской национальной галереи в Будапеште и Государственного исторического музея в Москве.

## Галерея

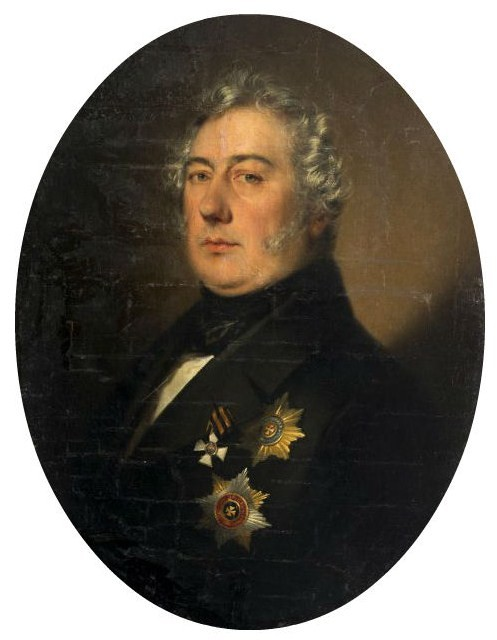
Сенатор Николай Андреевич Небольсин (1785—1846).
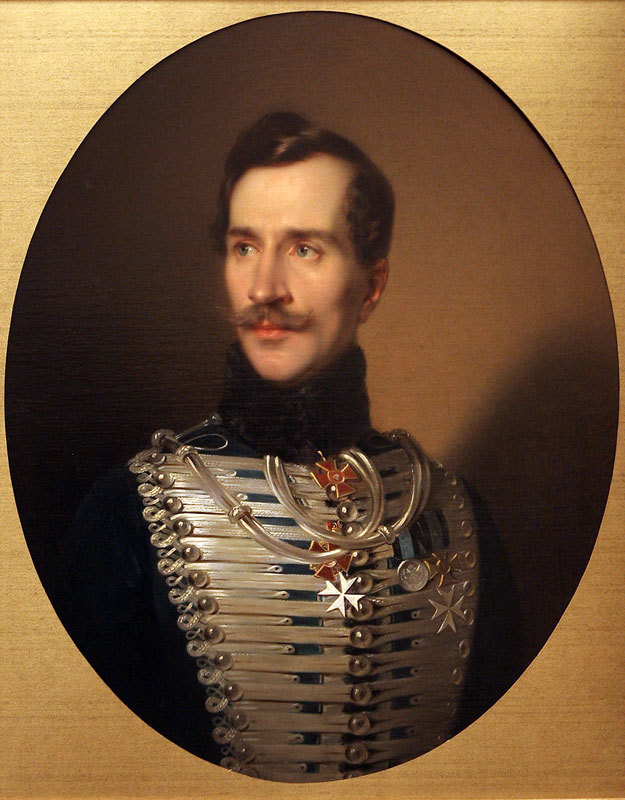
Князь Михаил Фёдорович Голицын (1800—1873), попечитель московской Голицынской больницы.
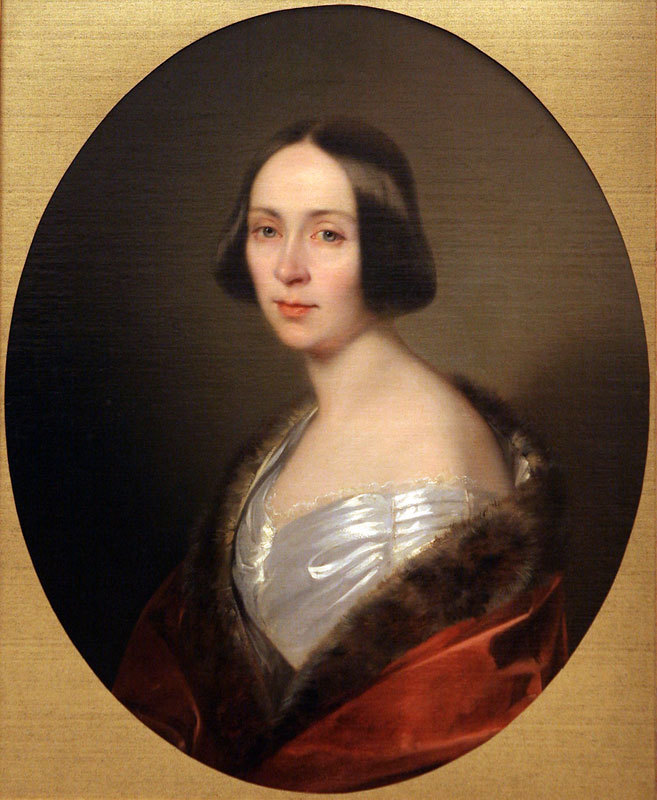
Княгиня Луиза Трофимовна Голицына, урождённая Баранова (1810—1887), супруга предыдущего (парный портрет).
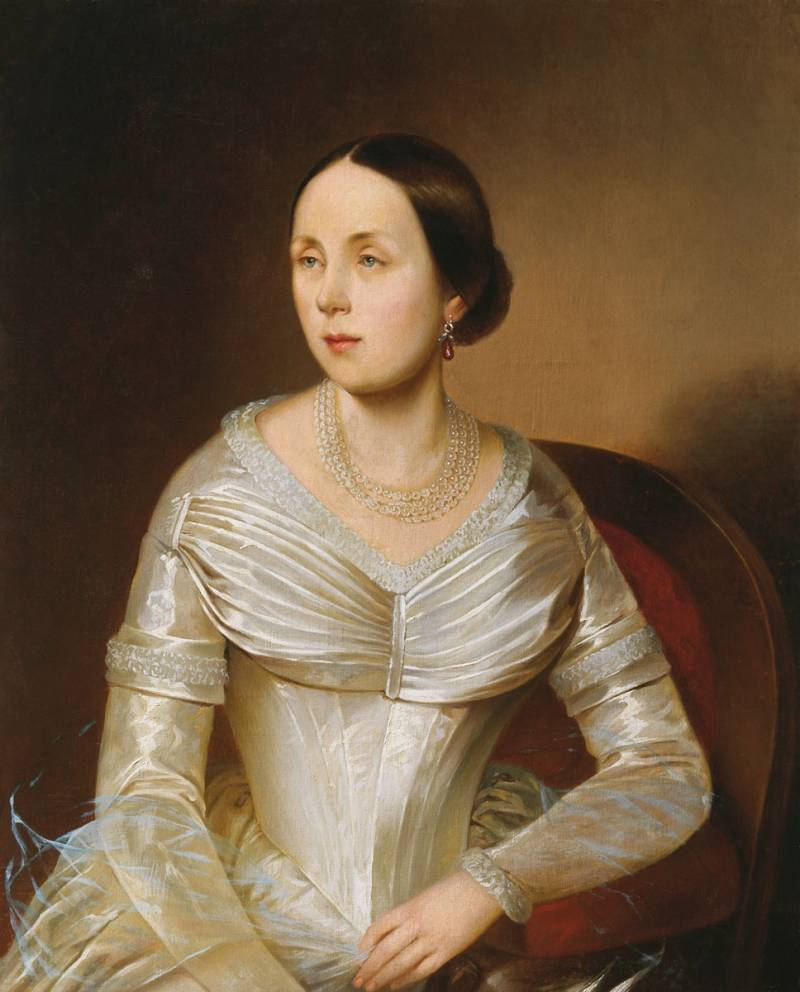
Екатерина Михайловна Хомякова, урождённая Языкова (1817—1852).
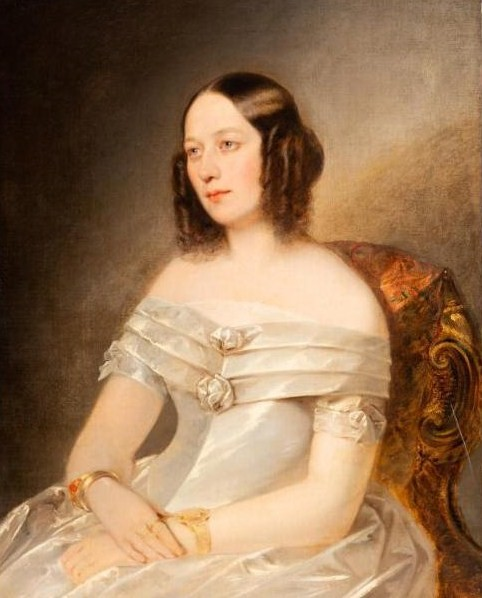
Графиня Екатерина Александровна Зубова, урожденная княжна Оболенская (1811—1843), супруга В. Н. Зубова.
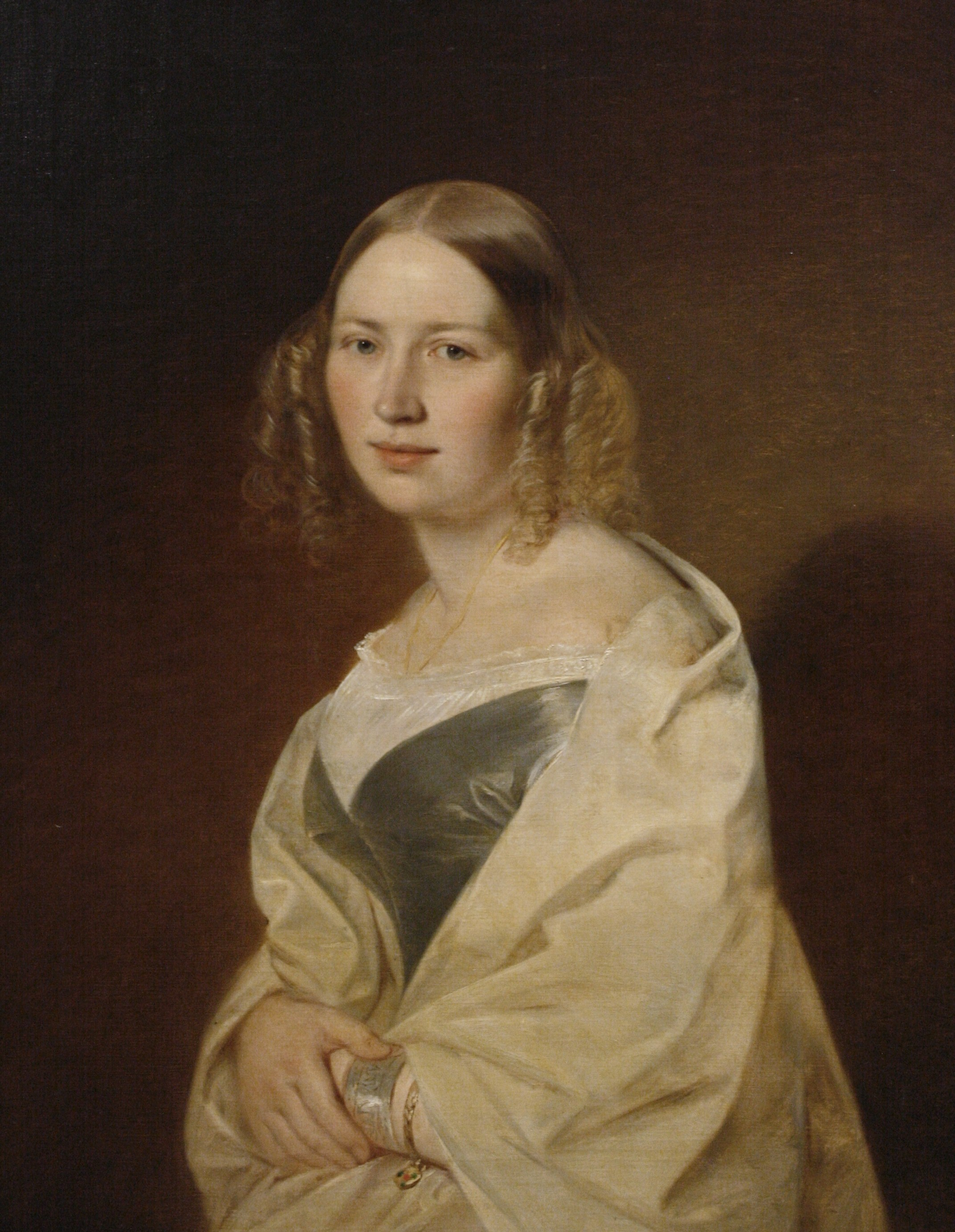
Сусанна Александровна Мертваго, урождённая Соймонова (1815—1879), начальница казанского Родионовского института благородных девиц.
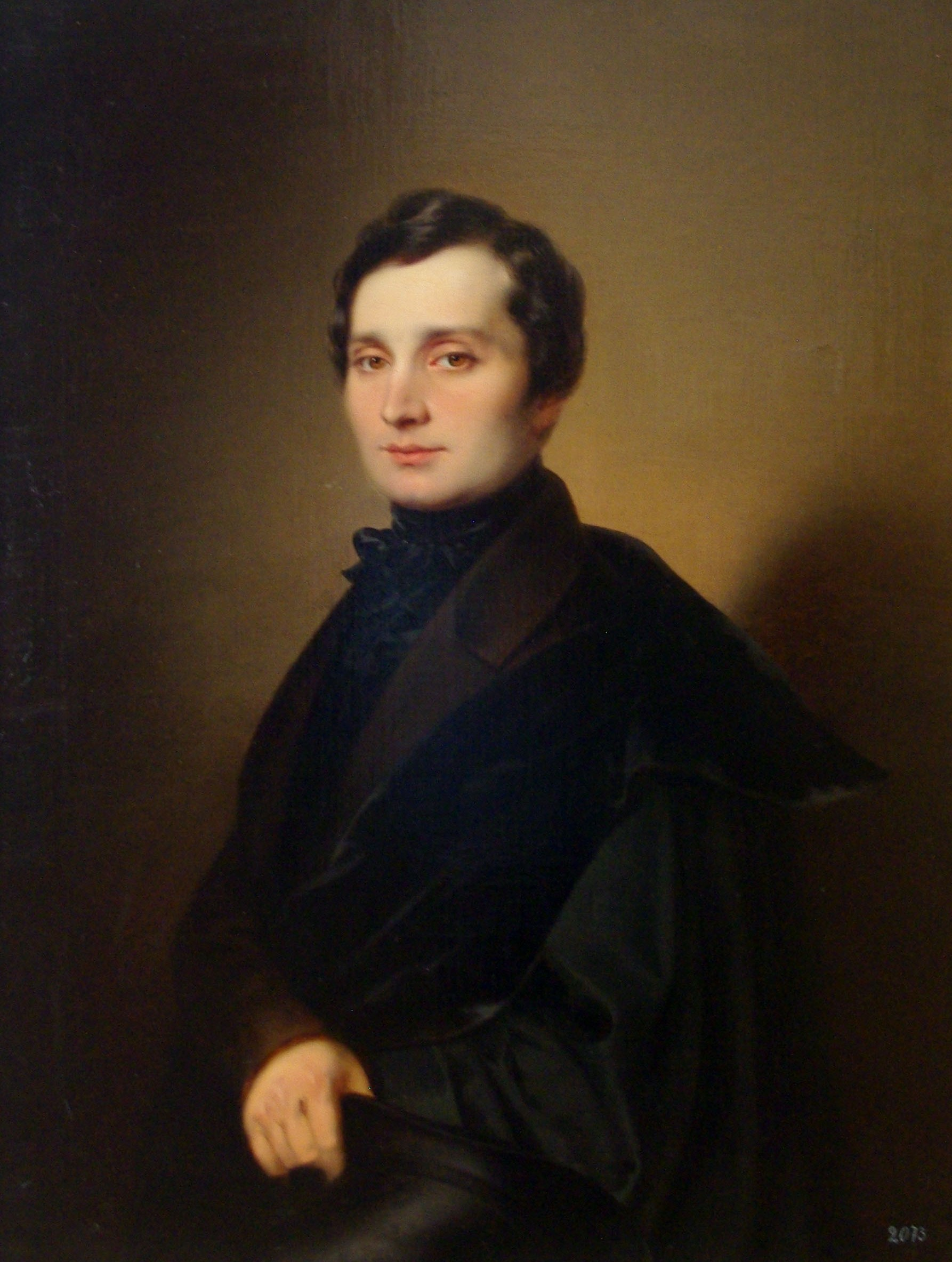
Пистаель Михаил Александрович Стахович (1820—1858).